# Ben (album)
A Ben az amerikai Michael Jackson második stúdióalbuma, mely 1972. augusztus 4-én jelent meg. Ekkor még Jackson a The Jackson 5 tagja volt. A Got to Be There című első albumhoz képest a Ben sikeresebbnek bizonyult, és nemzetközileg is sikeres volt. Kanadában a 12. helyezett volt, és 4. helyezett volt a Billboard Top R&B Hip-Hop/Album listán.
Az albumból világszerte 5 millió darabot értékesítettek. Az albumról csak egy dalt másoltak ki kislemezre a Ben című dalt, mely első lett a Billboard Hot 100-as listán, de az ausztrál ARIA listán is sikeres volt. Eredetileg lett volna egy második dal, melyet kislemezen is megjelentettek volna, az Everybody's Somebody's Fool címűt, de végül nem jelent meg. Az album két dala "strippelt" változatban a Hello World: The Motown Solo Collection gyűjtemény háromlemezes összeállítás részeként volt hallható.

## Előzmények
1972 januárjában Jackson kiadta első stúdióalbumát a Got to Be There címűt a Motown Records labelje alatt, mely általában vegyek kritikákat kapott a kortárs zenei kritikusoktól. Az album nem volt világszerte sikeres, és az Egyesült Államokban volt slágerlistás helyezett. Az album három kislemeze Billboard Hot 100-as helyezést ért el. Az album a Billboard 200-as listán a 14. helyezett volt, míg az Egyesült Királyságban a 37., míg Franciaországban a 121. volt a slágerlistán.

## Az album felvételei
Az album felvételei 1971. novembere és 1972. február között zajlottak, mielőtt Jackson hangja elmélyült volna. Az albumon található 10 zeneszám szerzői között Mel Larson, Jerry Marcellino, Thom Bell, Linda Creed, The Corporation, Smokey Robinson és Ronald White nevét jegyzik, de az album vezető producere Berry Gordy volt. Az albumot R&B, kortárs pop, rock és soul zenei elemek színesítik. A Ben című dal 69 BPM sebességgel szól.
A Ben című dal szerepelt az 1972-es azonos című horrorfilmben is, mely Golden Globe és a Legjobb dalért járó díjat kapta meg. Az albumon szerepel az 1964-es The Temptations dal a My Girl, és a The Stylistics 1971-es People Make The World Go Round című dala is, valamint Lionel Hampton Everybody's Somebody's Fool című feldolgozása, de Brenda Holloway 1965-ös dala a You Can Cry on My Shoulder című dalának saját változata is hallható a lemezen. A feldolgozások közül megemlítendő még Stevie Wonder 1968-as Shoo-Be-Doo-Be-Doo-Da-Day című dala, mely szintén megtalálható az albumon.
A My Girl című dal funk ritmusa hasonlít a Jackson 5 által megformált korábbi dalokra. A You Can Cry on My Shoulder egy közepes tempójú dal. A We've Got a Good Thing Going című dal eredetileg a Got to Be There kislemez B. oldalán jelent meg. Az I Wanna Be Where You Are és az In Our Small Way a Got to Be There albumon volt hallható.

## Megjelenés és fogadtatás
Az albumot 1972 augusztusában jelentette meg a Motown Records kiadó, mint Jackson második önálló stúdióalbuma. Az album promóciójának részeként csak a Ben című dal jelent meg kislemezen 1972 júliusában, és világszerte kereskedelmi sikert aratott. A dal Top 10 és Top 20-as helyezéseket ért el a világ zenei slágerlistáin. A dal 1. helyezett volt a Billboard Hot 100-as listán, de slágerlistás volt a Billboard Hot Adult Contemporary Tracks és Hot R&B Hip/Hop listáin, ahol 3. és 5. helyezést ért el. A Ben a holland Top 40. listán a 2. helyezést érte el, a brit kislemezlistán pedig a 7. volt. Ausztráliában a 14. helyig sikerült csak jutnia. Terveztek egy második kislemezt is kiadni az Everybody's Somebody's Fool címűt, de ismeretlen okok miatt ez végül nem történt meg.
A Ben világszerte sikeres album volt, és az 5. helyezést érte el a Billboard 200-as listán. A Ben az Egyesült Államokban a Top R&B/Hip-Hopt album listán a 4. helyezést érte el. Ezt később további 6 stúdióalbuma követte. 1973. január 13-án a Ben az Egyesült Királyság albumlistáján a 17. helyen nyitott. és hét egymást követő héten belül slágerlistás helyezés maradt. A British Phonographic Industry ezüst státuszt adott a 60.000 elért példányszámért. Jackson 2009 júniusában bekövetkezett halála után az album népszerűsége még jobban megnőtt. Az albumból világszerte több mint ötmillió példányt értékesítettek.
Az album a mai zenei kritikusok szemével is pozitívnak mondható. Lindsay Planer az Allmusic-tól 5. csillagot adott az albumnak. Az album egyik dala, a  What Goes Around Comes Around című az album egyik fontos dala, mélyebb hangzásvilágával, míg a Shoo Be Doo Be Doo Da Day című egy "kis győztes" dal, mely kevésbé fontos az albumon, mivel nem hordoz fontos üzenetet a hallgatónak. Leah Greenblatt az Entertainment Weekly-től azt nyilatkozta az albumról, hogy mindig meghatározó album lesz a Ben című dal által.

## Az album dalai
| 1. | Ben (Felvételek: 1971. november)                                             | Walter Scharf, Don Black                                                      | 2:42 |
| 2. | Greatest Show On Earth (Felvételek: 1971. december - 1972. február)          | Mel Larson, Jerry Marcellino                                                  | 2:47 |
| 3. | People Make the World Go 'Round (Felvételek: 1971. december - 1972. február) | Thom Bell, Linda Creed                                                        | 3:15 |
| 4. | "We've Got a Good Thing Going (Felvételek: 1971. december - 1972. február)   | The Corporation (Alphonso Mizell, Berry Gordy, Deke Richards, Freddie Perren) | 3:01 |
| 5. | Everybody's Somebody's Fool (Felvételek: 1971. december - 1972. február)     | Gladys Hampton, Regina Adams, Ace Adams                                       | 2:58 |

| 1. | My Girl (Felvételek: 1971. december - 1972. február)                       | Smokey Robinson, Ronald White                                  | 3:05 |
| 2. | What Goes Around Comes Around (Felvételek: 1971. december - 1972. február) | Allen Levinsky, Arthur Stokes, Dana Meyers, Floyd Weatherspoon | 3:35 |
| 3. | In Our Small Way (Felvételek: 1971. július - november)                     | Beatrice Verdi, Christine Yarian                               | 3:39 |
| 4. | Shoo-Be-Doo-Be-Doo-Da-Day (Felvételek: 1971. július - november)            | Sylvia Moy, Henry Cosby, Stevie Wonder                         | 3:19 |
| 5. | You Can Cry On My Shoulder (Felvételek: 1971. július - november)           | Berry Gordy                                                    | 2:32 |

## Slágerlisták
| Slágerlista (1972-2009)            | Legjobb helyezések |
| ---------------------------------- | ------------------ |
| Franciaország French Albums Chart  | 162                |
| Egyesült Királyság UK Albums Chart | 17                 |
| US Billboard 200                   | 5                  |
| US Top R&B/Hip-Hop Albums          | 4                  |

| 1972 | "Ben" | 1 | 3 | 5 | 1 | 2 | 7 |